# Kageneckia lanceolata
Kageneckia lanceolata, conocida como lloque, llocke, lloq'e, es una especie arbórea, dioica, en la familia de las Rosaceae. Es nativa de Argentina, Bolivia y Perú. Está amenazada por pérdida de hábitat. 

## Descripción
Árbol semicaducifolio densamente ramificado con corteza escamosa, erguido, copa medio abierta y raíz profunda, llega a medir hasta 5 m. En algunas ocasiones se presenta como árbol recto de un solo tronco y alcanza hasta 10 metros. Distribuida entre los 2.100 hasta los 3.700 m s. n. m. y se encuentra con mayor frecuencia en las zonas altas sobre los 3.400 m s. n. m. Hojas, alternas simples, lanceoladas, de 2 a 5 cm de largo, finamente aserrada en el borde. Flores, unisexulales, masculinas y femeninas en individuos separados; las masculinas en corimbos o racimos terminales, las femeninas solitarias y axilares; florece en octubre y noviembre.  Frutos, cápsula de 5 folículos dispuestos en forma de estrella, dehiscentes, con semillas pequeñas y aladas de color café claro; con frutos de diciembre hasta marzo.

## Taxonomía
La especie fue descrita por Ruiz & Pav. y publicado en Systema Vegetabilium Florae Peruvianae et Chilensis 290 en 1798.

## Importancia económica y cultural
Proporciona leña de buena calidad y también sirve para carbón; la madera se usa para la construcción de casas, apriscos y chozas; igualmente en la construcción artesanal de instrumentos de labranza (mangos, jorras) implementos de arado. Los brotes tiernos y la hojarasca son consumidos por el ganado caprino, vacuno y ovino.
El lloque es también utilizado para el control de la erosión del suelo (conservación de suelos), cortina rompeviento de baja altura y cercos vivos.

### Uso medicinal
Con su corteza se prepara una infusión para inducir lisis febriles. Esta planta también posee cualidades antipalúdicas.

### Uso ancestral
Por su dureza, era utilizado por las culturas andinas para la elaboración de bastones, en el tejido de las maromas para los puentes colgantes y como mango para las macanas.

## Nombres comunes
- Castellano: durazno de campo, lloque, duraznillo, sacha durazno[6]